# 호시노 아카리
호시노 아카리(일본어: 星野あかり, 1985년 8월 24일 ~ )는 일본의 성인 비디오 여배우이다. 2017년 6월 4일부로 은퇴를 선언하였다.